# Wilhelm Dick
Wilhelm Josef Dick, Willi nebo Willy Dick, uváděn i jako Willen Dick (10. září 1897 Vejprty – 1980 Wermelskirchen), byl československý skokan na lyžích. Věnoval se i severské kombinaci.

## Život
Wilhelm Dick byl Český Němec (Deutschböhme). Narodil se jako syn malíře Wenzela Dicka a jeho ženy Marie, dcery truhláře. Jeho babička z otcovy strany, Anna Hörnig, pocházela z Annabergu.

### Kariéra
Dick se v prvním Mistrovství světa v klasickém lyžování 1925 v Janských lázních stal mistrem světa ve skoku na „normálním“ (středním) můstku. Protože Hlavní svaz německých zimních sportovních spolků (Hauptverband Deutscher Wintersportvereine der Tschechoslowakischen Republik) v roce 1926 žádné sportovce na Mistrovství světa v klasickém lyžování 1926 v Lahti nevyslal, startoval Dick, pravděpodobně s jeho svolením a výjimkou kvůli své státní příslušnosti za Německý lyžařský svaz (Deutscher Skiverband). Jeho umístění ale není známo (byl za první dvacítkou závodníků). V závodě severské kombinace téhož mistrovství v roce 1926 dojel na 21. místě (opět závodil za Německo).
V roce 1927 získal na Mistrovství světa v klasickém lyžování v Cortina d'Ampezzo opět jako reprezentant Československa stříbrnou medaili. Jeho skoky zde měřily 50 a 48,5 metrů. Závodů na Zimních olympijských hrách v roce 1928 ve švýcarském Svatém Mořici se kvůli zranění nezúčastnil. Na Mistrovství světa v klasickém lyžování v roce 1931 se umístil na osmém místě.
Po vysídlení Němců z Československa žil v Garmisch-Partenkirchenu a v roce 1952 se přestěhoval do Wermelskirchenu v Severním Porýní-Vestfálsku.

### Umístění
- Mistrovství světa v klasickém lyžování 1925 Janské Lázně:
  - 1. místo: skoky na lyžích
- Mistrovství světa v klasickém lyžování 1926 Lahti:
  - 21. místo: severská kombinace
  -  ? : skoky na lyžích: (více než 15. místo)
- Mistrovství světa v klasickém lyžování 1927 Cortina d'Ampezzo:
  - 46. místo: běh na lyžích 18 km
  - 2. místo: skoky na lyžích 
  - 10. místo: severská kombinace